# Georges Berger
Georges Berger, belgijski dirkač Formule 1, * 14. september 1918, Molenbeek Saint-Jean, Bruselj, Belgija, † 23. avgust 1967, Nürburgring, Nemčija.

## Življenjepis
V svoji karieri je nastopil le na dveh dirkah, Veliki nagradi Belgije v sezone 1953, kjer je odstopil v tretjem krogu zaradi okvare motorja, in Veliki nagradi Francije v sezone 1954, kjer je odstopil v devetem krogu zaradi okvare motorja. Leta 1967 se je smrtno ponesrečil na dirki na nemškem dirkališču Nürburgring.

## Popolni rezultati Formule 1
(legenda) (odebeljene dirke pomenijo najboljši štartni položaj, poševne pa najhitrejši krog, †-uvrščen kljub odstopu)
| Leto | Moštvo         | Šasija          | Motor              | 1   | 2   | 3   | 4       | 5   | 6   | 7   | 8   | 9   | Prv | Toč |
| ---- | -------------- | --------------- | ------------------ | --- | --- | --- | ------- | --- | --- | --- | --- | --- | --- | --- |
| 1953 | Georges Berger | Gordini Type 15 | Gordini Straight-4 | ARG | 500 | NIZ | BEL Ret | FRA | VB  | NEM | ŠVI | ITA | -   | 0   |
| 1954 | Georges Berger | Gordini Type 16 | Gordini Straight-6 | ARG | 500 | BEL | FRA Ret | VB  | NEM | ŠVI | ITA | ŠPA | -   | 0   |